# 37 a.C.
37 a.C. foi um ano comum do século I a.C. que durou 365 dias. De acordo com o Calendário Juliano, o ano teve início e terminou a uma segunda-feira. a sua letra dominical foi G.
| Ano completo                         |
| ------------------------------------ |
| Ano comum com início à segunda-feira |

## Eventos
- Antígono é executado e Herodes, o Grande torna-se rei da Judeia (até 4 a.C.).
- Fundação do reino de Koguryo
- Sexto Pompeu derrota a marinha romana.

## Nascimentos
- Lúcio Emílio Paulo, político romano, cônsul em 1 d.C. (m. 14 d.C.)